# 蒙泰罗贝尔托
蒙泰罗贝尔托（義大利語：Monte Roberto），是意大利安科纳省的一个市镇。总面积13.51平方公里，人口2958人，人口密度218.9人/平方公里（2009年）。ISTAT代码为042029。